# Черемшаны (деревня)
Черемша́ны — деревня в Дальнегорском городском округе Приморского края.

## Этимология
Нынешнее название деревни происходит от черёмухи.

## География
Деревня Черемшаны расположена к северо-востоку от Дальнегорска на правом берегу реки Черёмуховая.
От микрорайона Горбуша вверх по реке Горбуша идёт автодорога через перевал Горбуша, до деревни 28 км.
От деревни Черемшаны идёт лесная дорога к автодороге краевого значения Пластун — Терней (к месту впадения реки Черёмуховая в реку Джигитовка). От Черемшан до Пластуна около 50 км.

## История
Основано в 1943 году как село Синанча, по названию реки, на которой было расположено (с кит. — «юго-западный приток»). В декабре 1941 был основан комбинат «Синанчаолово», который работал на базе оловянного Большого Синанчинского месторождения, известного с 1911 года. В марте 1956 года рудник был законсервирован, комбинат ликвидирован. В декабре 1972 года было переименовано в Черемшаны.

## Население
| 1959 | 1970 | 2002 | 2010 |
| ---- | ---- | ---- | ---- |
| 1011 | ↘178 | ↘8   | ↗73  |

## Улицы
| - ул. Колхозная, - ул. Комсомольская, - ул. Красноармейская, - ул. Лазо, | - ул. Набережная, - ул. Надреченская, - ул. Октябрьская, - ул. Пасека, | - ул. Первомайская, - ул. Пилорамная, - ул. Рабочая, - ул. Строительная. |

## Экономика
- Жители занимаются сельским хозяйством.
- Предприятия, занимающиеся заготовкой леса.